# کراکاتوآ
کراکاتوآ آتشفشانی است که در کشور اندونزی، در تنگه سوندا، بین جزایر سوماترا و جاوه قرار دارد. جزیرهٔ کراکاتوآ از سه مخروط تشکیل شده‌است که یک حفرهٔ تفتالی دارند و یک آتشفشان (کراکاتوآ) به حساب می‌آیند. این آتشفشان به خاطر انفجار ۲۶ اوت سال ۱۸۸۳ معروف است که از میان شدیدترین انفجارهای آتشفشانی بوده‌است و بخش اعظم این جزیره را از بین برده‌است. نمایه شدت فوران آتشفشان ۶ درجه بوده، که تقریباً برابر است با انفجار ۲۰۰ مگاتن تی‌ان‌تی (تری‌نیتروتولوئن)، ۱۳۰۰۰ برابر بازده بمب پسر کوچک (بمب اتمی) در هیروشیما. دهانهٔ مخروط آن از نوع کاسه آتشفشانی (کالدرا) است و فوران آن از نوع فوران پلینیایی است.

## انفجار سال ۱۸۸۳

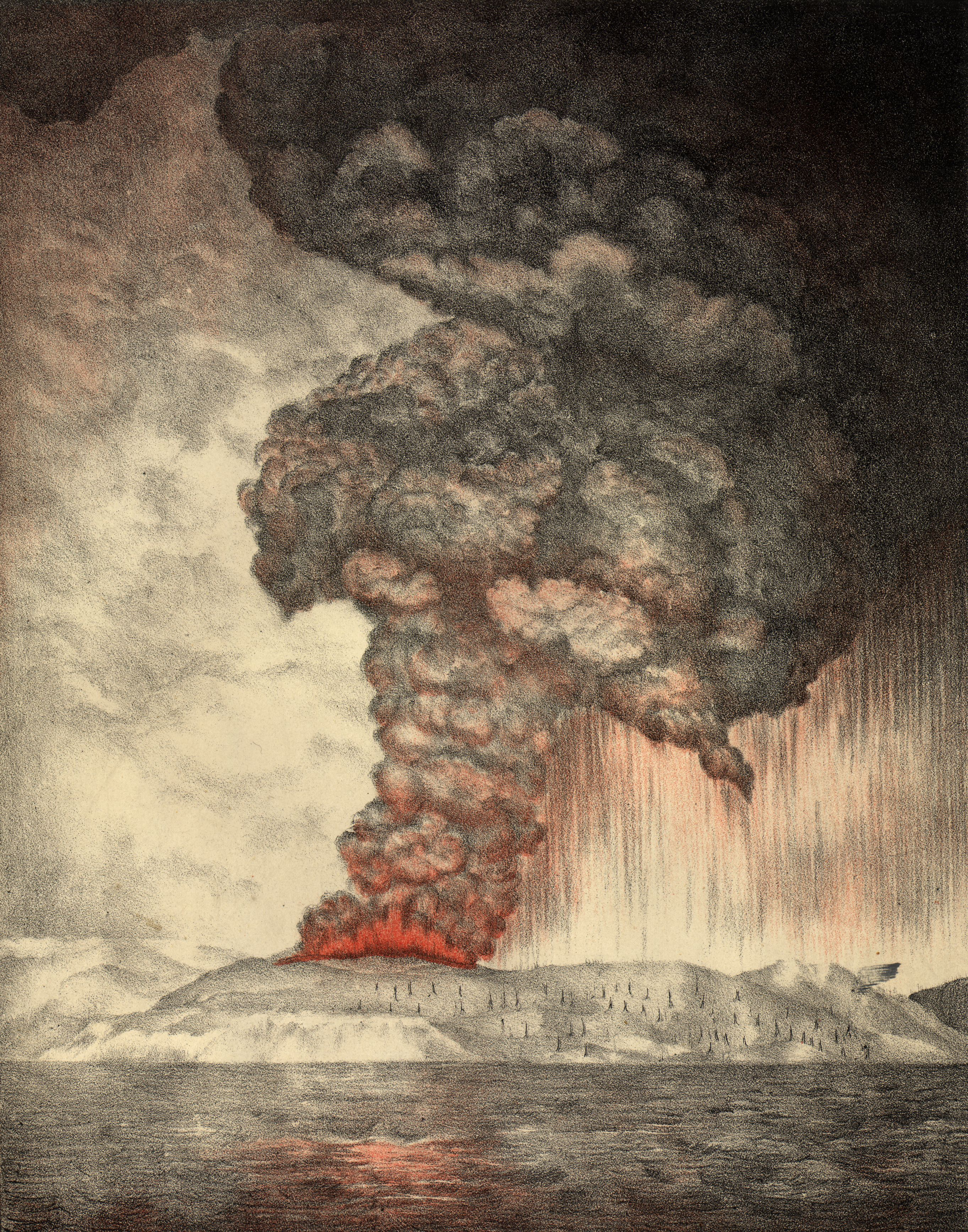
لیتوگرافی مربوط به سال ۱۸۸۸ از فوران کراکاتوآ در ۱۸۸۳

### فوران‌های اولیه
طول جزیرهٔ کراکاتوآ پیش از این انفجار حدود ۹ کیلومتر و عرض آن حدود ۵ کیلومتر بود و این جزیرهٔ خالی از سکنه یک پوشش گیاهی مخصوص مناطق گرمسیری و شرجی داشت.
آخرین فعالیت این آتشفشان پیش از سال ۱۸۸۳ در سال ۱۶۸۰ بوده‌است و به نظر می‌رسید که این آتشفشان خاموش است. باوجود این زمین‌لرزه‌های شدیدی رخ می‌داد. روز ۲۰ ماه مه سال ۱۸۸۳ کراکاتوآ دوباره فعال شد و از دهانهٔ مخروط‌هایش بخار و خاکستر به بیرون فوران می‌کرد. فوران‌های آن تا ۶ کیلومتر ارتفاع داشت و صدای آن‌ها تا باتاویا در جاکارتا شنیده می‌شد. این وضع تا اواخر مه ادامه داشت و شدت آن به‌تدریج کاهش یافت. در طول ژوئن و ژوئیه فعالیت‌های کراکاتوآ دوباره افزایش یافت. گازها، خاکستر و بخارهای آزادشده باعث تاریکی هوا شده بودند.

### ۲۶ اوت
روز ۲۶ اوت، در حدود ساعت ٬۱۳ انفجار بلندی تا ۵۰ کیلومتری آتشفشان شنیده‌شد و به دنبال آن انفجار شدیدتری (حدود ساعت ۱۴) زمین را لرزاند. این انفجار با فوران شدید خاکستر همراه بود (حدود ۱ میلیون متر مکعب خاکستر به بیرون پرتاب شد) که بخشی از آن تا ارتفاع ۲۷ کیلومتری پرتاب شد و بخش دیگر آن به صورت بارانی از خاکستر همه چیز را در شعاعی به طول ۱۶۰ کیلومتر از کراکاتوآ دربر گرفت و آن ناحیه را در تاریکی کامل فروبرد. پس از آن هم انفجارهایی تقریباً هر۱۰ دقیقه یک بار شنیده می‌شدند. بعد از ظهر همان روز نیز سونامی کوچکی سواحل سوماترا را مورد اصابت قرار داد.

### ۲۷ اوت

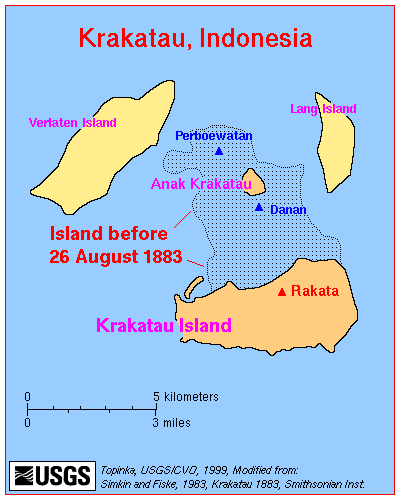
نقشه‌ای از جزیرهٔ کراکاتوآ پس از فوران سال ۱۸۸۳

روز ۲۷ اوت، در حالی که در شعاع ۱۶۰ کیلومتری کراکاتوآ همه‌چیز به مدت ۲۲ ساعت در تاریکی کامل قرار داشت، انفجار وحشتناکی (حدود ساعت ۱۰) رخ داد. صدای ناشی از این انفجار بلندترین صدایی بود که گوش‌های انسان تا به حال قادر به شنیدن آن بوده‌اند. این صدا تا ۴۸۰۰ کیلومتری کراکاتوآ، در بخش‌هایی از استرالیا نیز شنیده شد. در این انفجار، حفرهٔ تفتالی آتشفشان به‌طور کامل خالی شد و دوسوم جزیره در دریا فروریخت. در پی این انفجار، سونامی عظیمی سواحل جاوه و جزایر دیگری را به‌طور کامل تخریب کرد و هر نشانی از آبادی را با موج‌های خود به دریا برد. در بعضی نقاط بلندی امواج به ۴۰ متر می‌رسید. این امواج در سواحل آفریقای جنوبی نیز به‌طور خفیف‌تری دیده شدند. همان روز، تلاطم غیرمنتظره‌ای در آب‌های خلیج بیسکای ثبت شد. با آرام گرفتن کراکاتوآ، بهمنی از توده‌های داغ گاز و خاکستر زمین‌های اطراف را دربر گرفت. فروریزی بخش عظیمی از جزیره باعث به وجود آمدن یک کاسه آتشفشانی بسیار بزرگ در کراکاتوآ شد.

## تأثیرات انفجار

### خسارات مادی و جانی
این انفجار باعث زیان‌های مادی و جانی بسیاری شد حدود ۳۶۰۰۰ هزار نفر جان باختند و پرده گوش اکثر مردم ان منطقه پاره شد. سواحل جزایر اطراف کراکاتوآ در برابر سونامی‌های به وجود آمده به شدت تخریب شدند. همچنین، مواد مذابی که آتشفشان پرتاب کرده بود در جزایر اطراف کراکاتوآ نیز به مقدار فراوان فرود آمد. خاکسترهای آزاد شده تا فاصله‌ای به طول ۱۸۵۰ کیلومتر از آتشفشان به صورت باران فروریختند. بهمن توده‌های ابر داغ نیز باعث خسارات جانی بسیاری در جزایر اطراف شد. برآورد رسمی کشته‌شدگان این سانحه ۳۶٬۴۱۷ نفر بود.

### تأثیرات آب‌وهوایی
تودهٔ ۲۷ کیلومتری خاکستر پرتاب‌شده آن قدر زیاد بود که باعث شد دمای متوسط جهانی در سال ۱۸۸۴ ۱٫۲۵ درجهٔ سلسیوس کاهش یابد. شرایط دمایی تا ۴ سال همین وضع را داشت. در این فوران، ۲۰ میلیون تن گوگرد آزاد شد، که باعث غروب‌های بسیار تابان و سرخ‌رنگ خورشید به مدت چندین ماه شد.

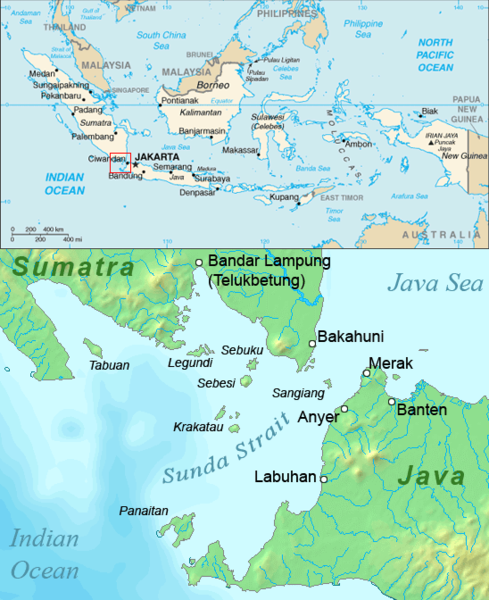
تنگهٔ سوندا

## فرزند کراکاتوآ
در سال ۱۹۲۷ فوران‌هایی زیر دریایی باعث بزرگ شدن مخروط جدیدی شدند که سر از آب درآورد. نام این مخروط آناک‌کراکاتوآ و به معنای فرزند کراکاتوآست. این آتشفشان امروزه نیز فعال است و آخرین فعالیت آن در اوایل نوامبر سال ۲۰۰۷ بود و گازهای داغ، مواد مذاب و سنگ به بیرون پرتاب کرد. این مخروط به سرعت در حال بزرگ شدن است و هر سال ۵ متر بر آن افزوده می‌شود.

## نگارخانه

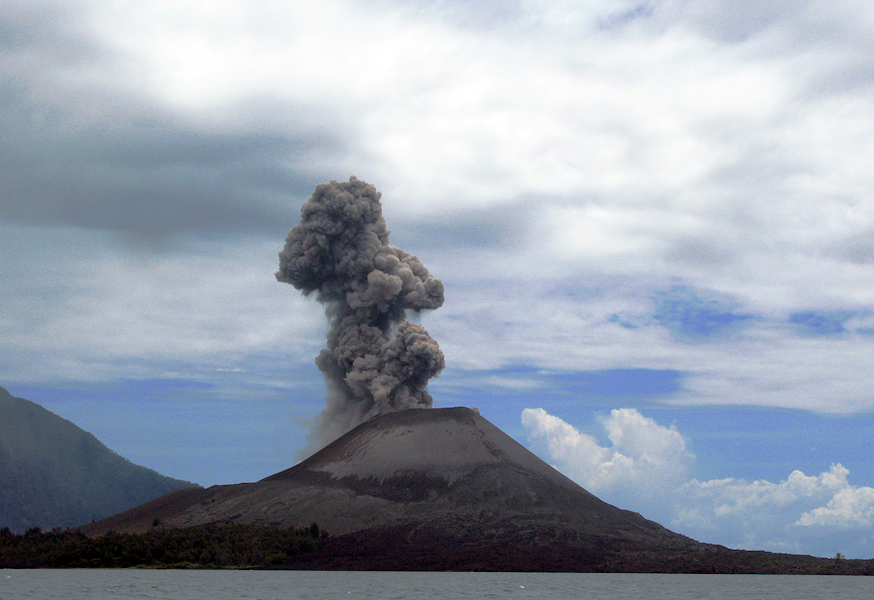
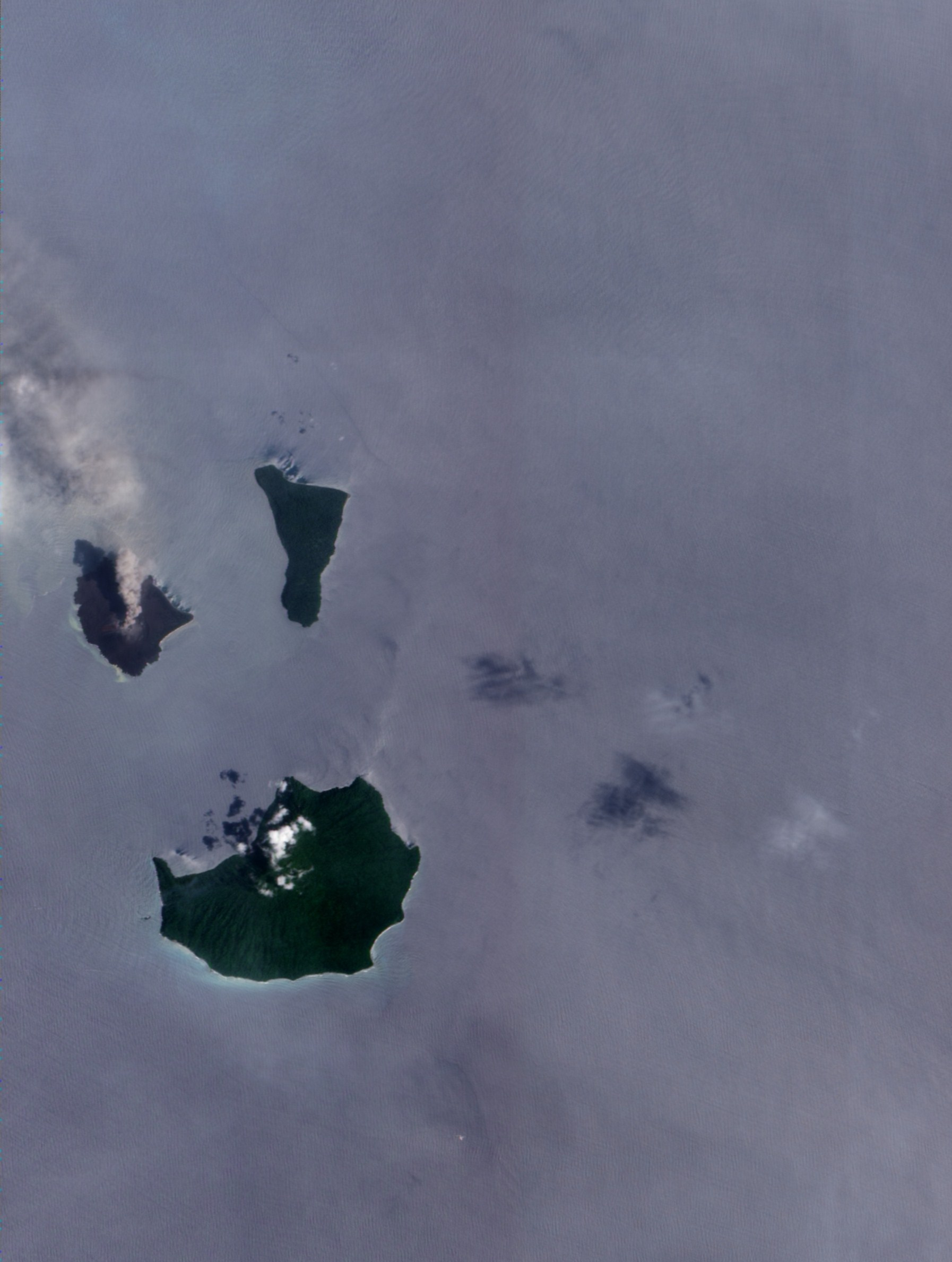
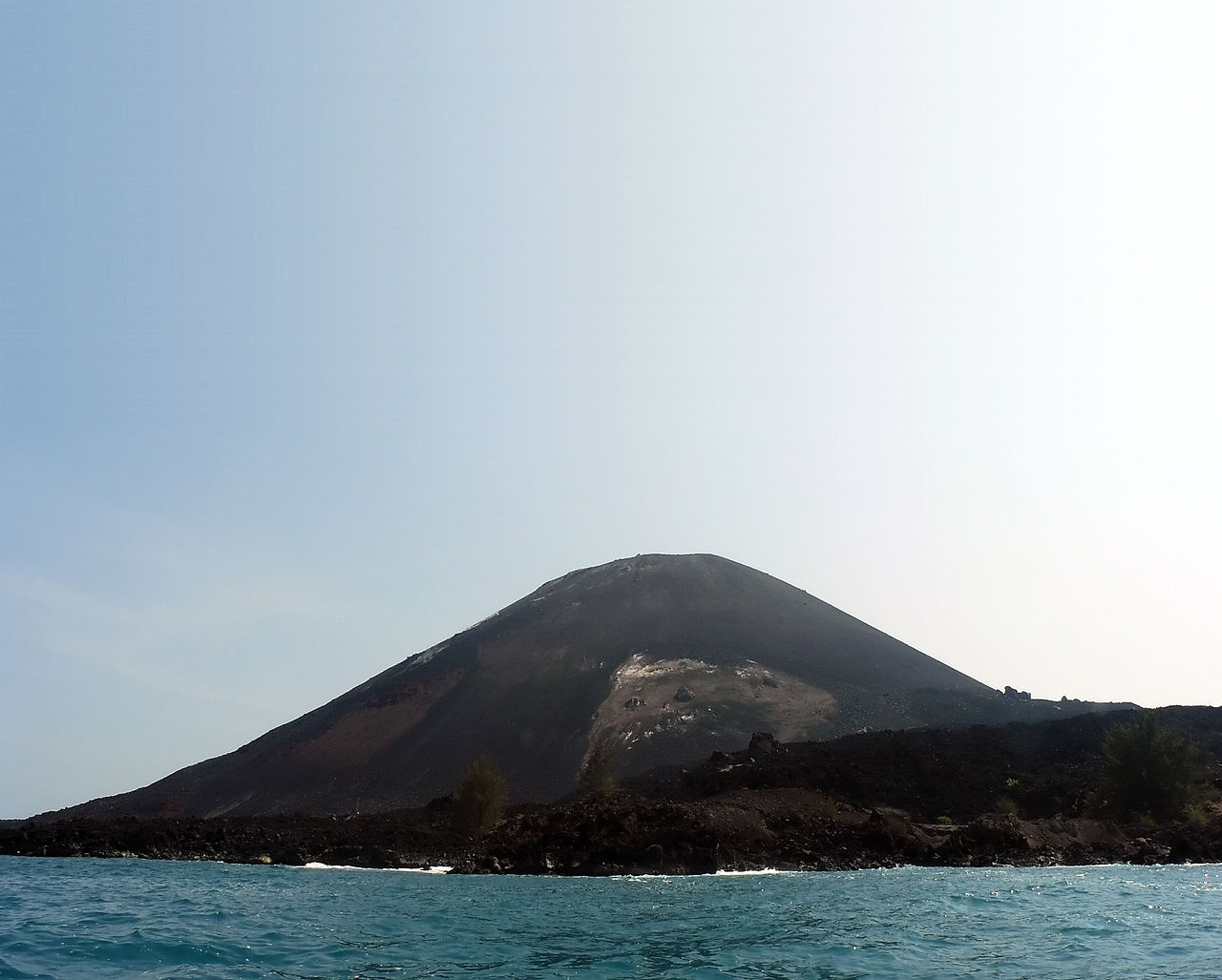